# UGC 8313
UGC 8313 é um galáxia espiral vista de lado localizada na constelação de Canes Venatici. É um membro da Grupo M51 de galáxias e mede cerca de 6 kiloparsecs (19.000 anos-luz) de diâmetro e tem uma massa de cerca de 1 × 107 M☉. UGC 8313 é mais provável que seja uma companheira da Galáxia do Girassol e interação gravitacional entre os dois pode ser responsável pela teias e assimetrias que têm sido observados na última galáxia.